# 숀 래깃
숀 래깃(영어: Sean Raggett, 1994년 1월 25일 ~ )는 EFL 리그 원 소속 팀인 포츠머스에서 수비수로 활약하고 있는 잉글랜드의 축구 선수이다.
래깃은 2010년까지 질링엄 유소년 팀에서 활약했으며, 16살의 나이로 도버 애슬레틱으로 팀을 옮긴 뒤 2016년까지 150회 이상 경기에 출장하였다. 이후 링컨 시티로 이적한 그는 2017년 2월 18일 프리미어리그 소속팀인 번리와의 FA컵 16강전 경기에서 89분경 골을 집어넣으면서 팀의 1-0 승리를 이끌어냈다. 그로인해 링컨 시티는 8강에 진출했고, 이는 FA컵 역사상 103년만에 처음으로 아마추어 리그 팀이 FA컵 8강전에 진출한 기록이다.

## 국가대표 경력
2015년 6월 1일, 래깃은 아일랜드 U-21와의 친선 경기를 위해 잉글랜드 C 대표팀으로 선발되었다.